# Jemandża
Zasugerowano, aby zintegrować ten artykuł z artykułem Jemaja (dyskusja). Nie opisano powodu propozycji integracji.
Jemandża – bogini rzek u Jorubów z Afryki Zachodniej.
Uważana za córkę Obatali i Oduduwy oraz za matkę 15 ważnych bóstw – m.in. Szango, Olokuna i Adże Szalugi.